# Garsų gaudyklė
Garsų gaudyklė, česky lze přeložit jako Lapač zvuku nebo Past na zvuk, je dřevěná plastika či stavba. Nachází se severo-severozápadně od přímořské vesnice Gintaro įlanka v lesích obce Juodkrantė v okrese/městě Neringa (Neringos savivaldybė) na Kurské kose (Kuršių nerija) v Klaipėdském kraji, v Litvě.

## Historie a popis díla
Garsų gaudyklė je dřevěné dílo, které svým tvarem připomíná velký megafon. Nachází se na trase místní naučné Dendrologické stezky (Pažintinis dendrologinis takas). Je to skořepina ve tvaru dutého komolého jehlanu s výškou a šířkou 3 m s devítiúhelníkovou podstavou. Do vnitřní části lze vstoupit. Dílo vyniká akustikou jednak přirozených lesních zvuků okolí, které zesiluje, nebo lze využít informační stánek s QR kódy s nahrávkami zvuků pro mobilní telefony. Dovnitř díla lze vstoupit a vzniklo v roce 2016.

## Další informace
Garsų gaudyklė, je celoročně volně přístupné, a nachází se v Národním parku Kuršká kosa (Kuršių Nerijos nacionalinis parkas).

## Galerie

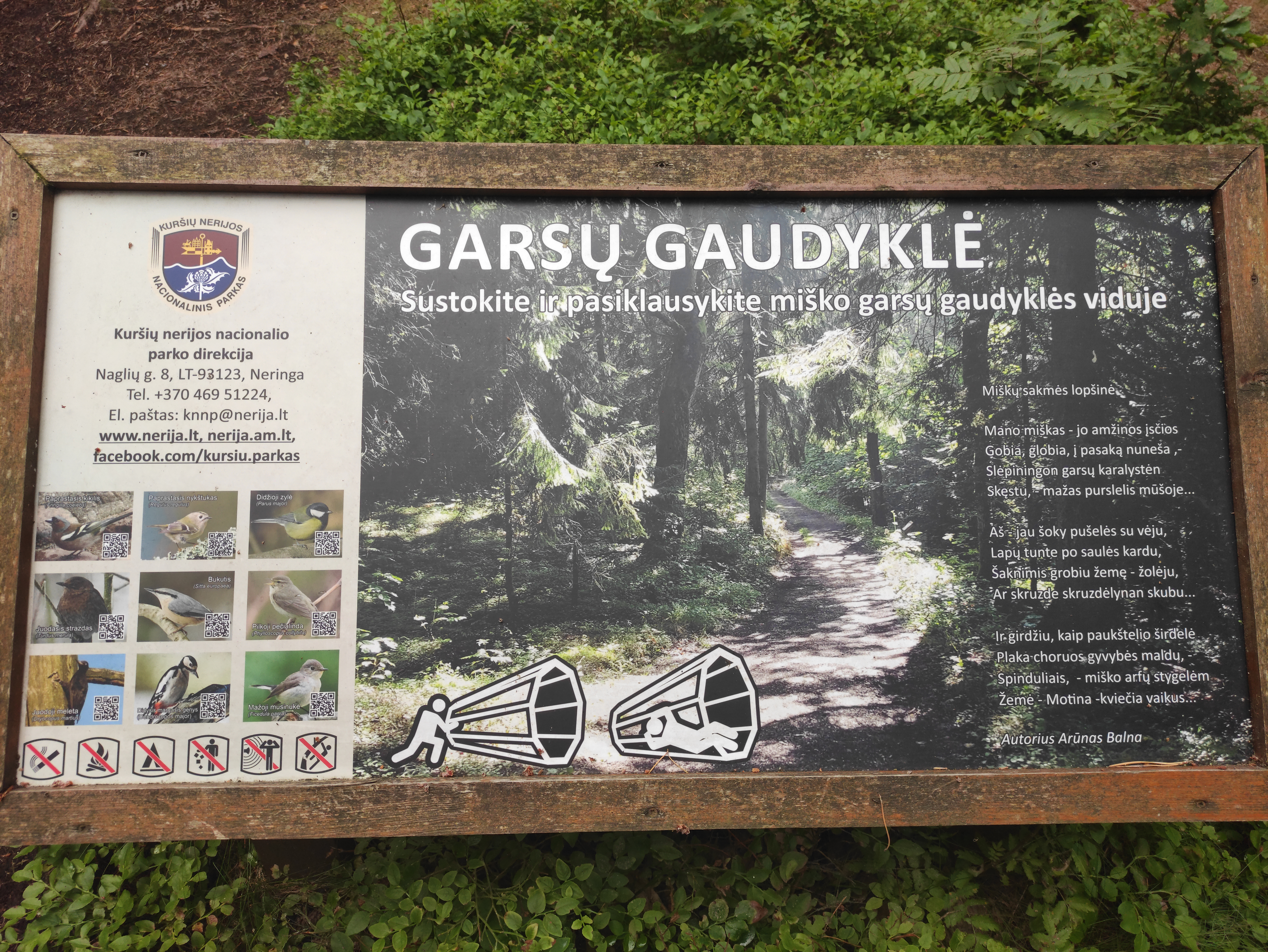
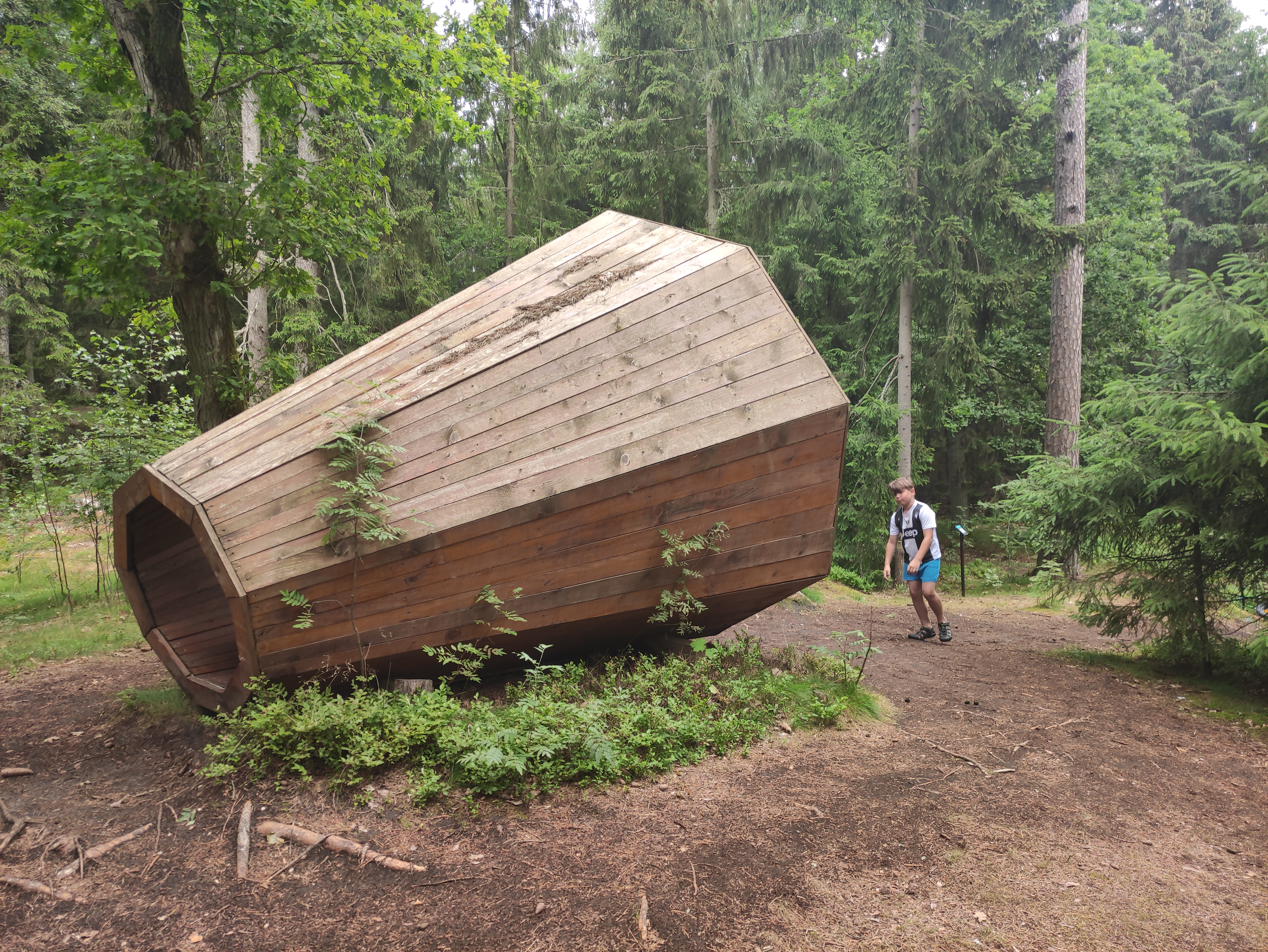
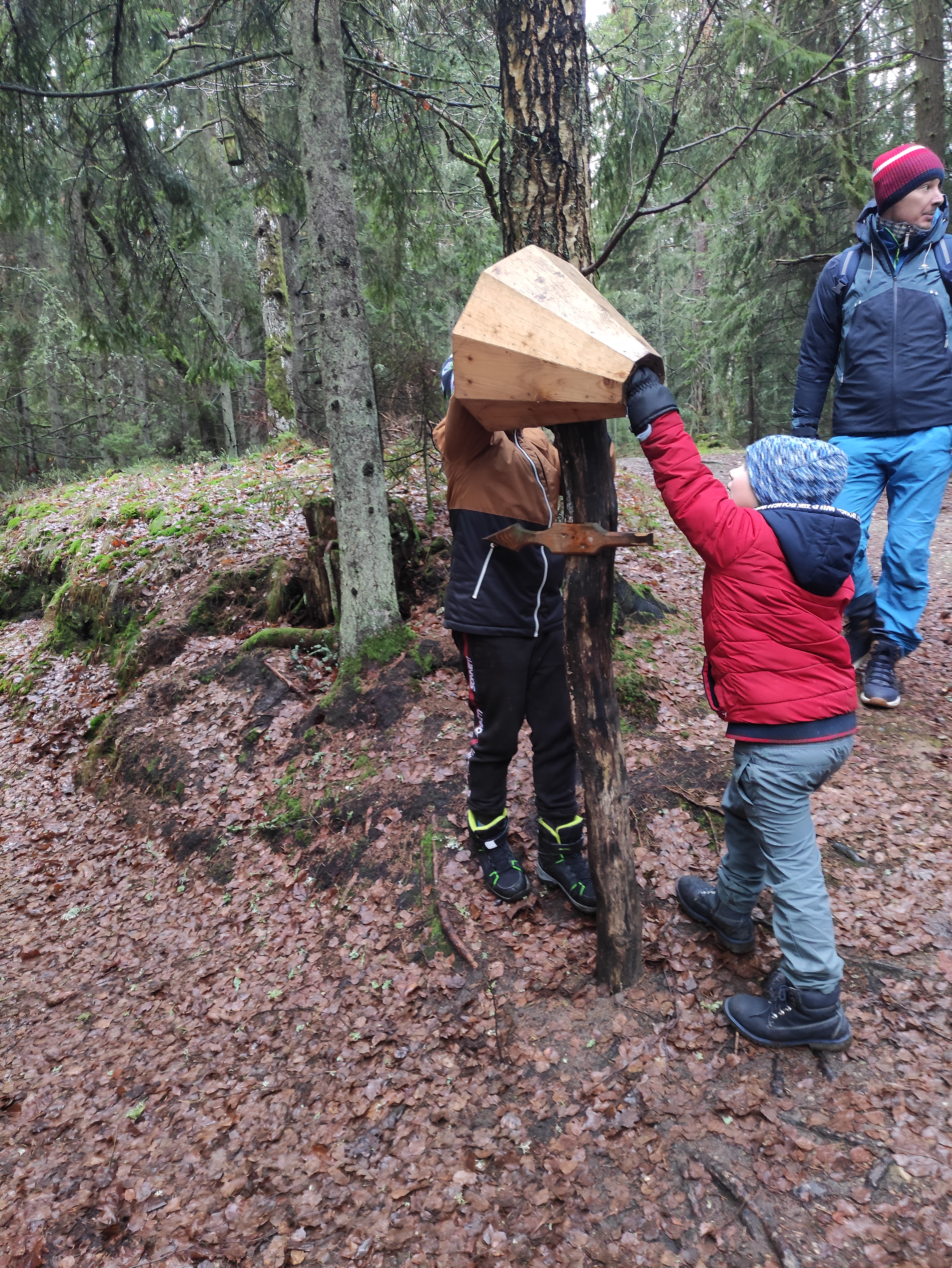